# グース (映画)
『グース』（原題: Fly Away Home）は、1996年にアメリカで制作されたファミリー映画。キャロル・バラードが監督を、アンナ・パキンが主演を務めた。

## ストーリー
実話を基に脚色されている。
14歳の少女エイミー（アンナ・パキン）は、母親の死がきっかけとなりニュージーランドから父親トーマス（ジェフ・ダニエルズ）が住むカナダ、オンタリオ州の農場へ移り住む。急変した環境に馴染めないエイミーであったが、ある日カナダガンの卵を発見し、孵化時の刷り込みにより「母親」となることで一変する。
人間に育てられたガンは「渡り」の習性を知らない。このため、ガンと共に越冬地のノースカロライナ州（アメリカ）まで父親や周囲の人々の協力の下ウルトラライトプレーンで向かうこととなった。

## キャスト
| 役名                     | 俳優                       | 日本語吹替 | 日本語吹替   |
| 役名                     | 俳優                       | ソフト版   | テレビ朝日版 |
| ------------------------ | -------------------------- | ---------- | ------------ |
| トーマス・アルデン       | ジェフ・ダニエルズ         | 大塚芳忠   | 牛山茂       |
| エイミー・アルデン       | アンナ・パキン             | 横山智佐   | 坂本真綾     |
| スーザン・バーンズ       | ダナ・デラニー             | 田中敦子   | 田中敦子     |
| デヴィッド・アルデン     | テリー・キニー             | 牛山茂     | 井上倫宏     |
| バリー・ストリックランド | ホルター・グレアム         | 高木渉     | 佐久田修     |
| グレン・シーファート     | ジェレミー・ラッチフォード | 星野充昭   | 田中正彦     |
| ハッドフィールド司令官   | マイケル・J・レイノルズ    | 筈見純     | 村松康雄     |
| キリアン博士             | デヴィッド・ヘンブレン     | 石森達幸   | 田原アルノ   |

- ソフト版：VHS・DVD・BD収録

その他吹き替え：稲葉実、片岡富枝、荒川太朗、榎本智恵子、宝亀克寿、中田和宏、小形満、喜田あゆ美、呉林卓美、木附久美子、三浦智子
- テレビ朝日版：初回放送1999年11月21日『日曜洋画劇場』

その他吹き替え - 稲葉実、藤生聖子、野沢由香里、相沢まさき、星野充昭、大滝進矢、青山穣、後藤敦、紗ゆり、天田益男、山野井仁、岡村明美、児玉孝子、加藤沙織、鈴木正和